# Mike Danzi
Michael „Mike“ Danzi (* 1. September 1898 in New York City; † 1986) war ein US-amerikanischer Gitarrist und Banjospieler, der im Bereich der Jazz- und Unterhaltungsmusik tätig war. Er verbrachte vierzehn Jahre in Deutschland, spielte dort mit den meisten bekannten Jazz- und Tanzorchestern und war in dieser Zeit an zahlreichen Aufnahmen beteiligt.

## Leben
Danzi war ein Sohn italienischer Einwanderer; sein Vater Domenico Danzi war 1892 in die USA gekommen. In New York lernte Mike Danzi Alex Hyde kennen, der das American Dance Orchestra leitete. Am 11. November 1924 brach er mit diesem Orchester nach Europa auf. Zum Orchester gehörten zu dieser Zeit neben Hyde und Danzi Walter Kallander, Sam Dunkel, Mickey Diamond, Byron Hooper, Michael Polzer, Steve Kretzchmer, Charles Herstoff, Max Rosen und Al Roth.
Schon kurz nach seiner Ankunft im Hamburger Hafen lernte Mike Danzi Eric Borchard und Billy Bartholomew kennen und spielte mit ihnen, bis er zu seinem Zug in Richtung München aufbrechen musste.
Im Mai 1925 erschien das American Dance Orchestra in dem Stummfilm Variété. Es spielte außerdem unter anderem im Luna-Palais und bei einer Veranstaltung mit Jack Dempsey im Hotel Esplanade. Noch im selben Jahr lernte Danzi Bernard Etté kennen, der ihn für eine sechsmonatige Tournee durch Deutschland mit seinen Jazz Symphonians verpflichtete. Am 25. Dezember 1925 brach man in Richtung Essen auf, später reiste man mit Ettés Packard durchs Rheinland. Alle vierzehn Tage kehrte Etté kurz nach Berlin zurück, um für die Vox Aufnahmen in Berlin zu machen. Es folgte eine Reise nach Schweden mit Dajos Bélas Orchester und einem Auftritt vor dem Königshaus. Mitte Juni 1927 wurde Mike Danzi von Professor Fahrbach-Ehmki für das elegante Tanzlokal in der Villa d’Este in der Hardenbergstraße 21–23 angeworben; Danzi berichtet davon auch in seinen Memoiren. Hier spielte er unter anderem mit Harry Revel. Ab den späten 1920er Jahren nahm Mike Danzi zahlreiche Platten und Tonfilmaufzeichnungen mit vielen verschiedenen Orchestern auf. Er lebte damals im Friedrichstraßenhof und verkehrte unter anderem im Romanischen Café.
Im April 1929 gründete er die Gruppe The Virginians, die offiziell von Teddy Kline geleitet wurde und nach dessen Heimat benannt war. Bald darauf, als die Nationalsozialisten an Boden gewannen und schließlich an die Macht kamen, setzte eine massive Abwanderung jüdischer Musiker aus Berlin und aus Deutschland ein. Die Telefunken musste sich nach einem neuen Orchesterleiter umsehen. Hans Bund, dem 1927 Revel für die Villa d’Este vorgezogen worden war, wurde dafür vorgeschlagen, und Danzi fühlte sich in seiner Gegenwart nicht wohl. Auch ein Engagement im Europahaus zusammen mit einer italienischen Band unter John Abriani 1934 erfüllte ihn mit Unbehagen, weil Italiener damals wegen Benito Mussolinis Politik, die den Einmarsch in Österreich verhinderte, in Deutschland nicht gern gesehen waren. Seit 1935 spielte er im Orchester der Scala unter Otto Stenzel. 
Danzi veröffentlichte im Mai 1935 den ersten Artikel einer vom Schriftleiter der Zeitschrift Der Artist initiierten Artikelreihe. Er führte diesen Artikel später als Nachweis dafür an, dass auch in Nazideutschland Swing, Foxtrot und andere im Dritten Reich offiziell als „Negermusik“ verpönte musikalische Stile gepflegt wurden. Dies blieb nicht ohne Wirkung auf die Berliner Jazzszene. Danzi spielte jedoch nach wie vor mit diversen Orchestern und trat regelmäßig im Radio auf. Allerdings berichtete er über zunehmende Fremdenfeindlichkeit und die Ängste deutscher Musiker vor Konsequenzen, wenn sie mit ihm Jazz spielten.  Ferner war er 1938 bei ersten Versuchen mit dem Fernsehen beteiligt, zusammen mit dem Gitarristen Otto Sachsenhauser. Allerdings kam er zu dem Schluss, dass der Aufwand sich nicht lohnte, und verzichtete auf weitere Fernsehauftritte. Bis in den Oktober 1939 hinein arbeitete er wie gewohnt in Berlin. Wegen eines Zusammenstoßes mit dem Pförtner der UFA-Filmstudios, der ihn zum Hitlergruß zwingen wollte und nicht ins Gebäude ließ, als er diesen verweigerte, wären beinahe die letzten Aufnahmen am 10. Oktober 1939 nicht mehr gemacht worden. Wenige Tage später kehrte Mike Danzi mit seiner Familie nach Amerika zurück, wo er seine Karriere fortsetzte. 1956 hatte er einen Auftritt in der Radio City Music Hall in New York.

## Schriften
- Michael Danzi: American musician in Germany 1924–1939. Memoirs of the jazz, entertainment, and movie world of Berlin during the Weimar Republic and the Nazi era – and in the United States. As told to Rainer E. Lotz. Ruecker, Schmitten 1986, ISBN 3-923397-02-X